# 변대창
변대창은 롯데 자이언트에서 뛰었던 전 야구 선수다. 경북고등학교 시절 팀의 주장을 맡았다.

## 출신 학교
- 경북고등학교
- 한양대학교

## 같이 보기
- 1978년 롯데 자이언트 시즌